# Balsas de Sulfato Ferroso (Minas de Riotinto)
Las Balsas de Sulfato Ferroso son unas balsas de decantación que estuvieron en servicio en la cuenca minera de Riotinto-Nerva, en la provincia de Huelva (España). Fueron construidas hacia 1932 por la británica Rio Tinto Company Limited, en un contexto en que los procesos hidrometalúrgicos de la cuenca minera se estaban concentrando en la zona de Zarandas-Naya. Este complejo tenía una superficie de 15,5 hectáreas. El sulfato ferroso se obtenía en estas balsas a partir de las aguas residuales que procedían de la cercana Cementación Naya y que, una vez obtenido el producto, era destinado a las acerías del norte de España.